# Baileya rhizoleuca
Baileya rhizoleuca är en fjärilsart som beskrevs av Ronald Brabant 1912. Baileya rhizoleuca ingår i släktet Baileya och familjen trågspinnare. Inga underarter finns listade i Catalogue of Life.